# Ekebol
Ekebol är en småort i Bengtsfors kommun, Västra Götalands län, belägen i Steneby socken.